# Comunità montana Camastra Alto Sauro
La comunità montana Camastra Alto Sauro è situata nella regione Basilicata.

## Dati
- Sede: Corleto Perticara
- N°Comuni:  6
- Pop.  11.615

## Comuni
- Abriola
- Anzi
- Calvello
- Guardia Perticara
- Laurenzana